# Seznam švicarskih psihiatrov
Seznam švicarskih psihiatrov.

## B
- Ludwig Binswanger
- Eugen Bleuler
- Aron Ronald Bodenheimer (1923–2011)
- Medard Boss

## C
- Édouard Claparède (1873–1940) (nevrolog, psiholog)

## F
- Auguste Forel

## G
- Michel Gressot

## J
- Karl Jaspers (nem.-švic.)
- Carl Gustav Jung

## M
- Adolf Meyer

## P
- Paul Parin

## R
- Hermann Rorschach

## S
- Raymond de Saussure